# Joseph Luns
Joseph Marie Antoine Hubert Luns, född den 28 augusti 1911 i Rotterdam, död den 17 juli 2002 i Bryssel, Belgien, var en nederländsk politiker och diplomat, Nederländernas utrikesminister 1952–1971 och Natos generalsekreterare från 1971 till 1984.

## Biografi
Luns politiska hemvist växlade över tiden och han var engagerad i Nationalsocialistiska rörelsen i Nederländerna (Nationaal-Socialistische Beweging in Nederland, NSB) 1933–1936. Han var därefter ansluten till Romersk-katolska statspartiet (Roomsch-Katholieke Staatspartij, RSKP) 1938–1945, och sedan till RSKP:s politiska arvtagare Katolska folkpartiet (Katholieke Volkspartij, KVP) 1945–1974.
Luns var 1952–1971 Nederländernas utrikesminister och 1971 blev han generalsekreterare för Nato, en position han innehade till 1984. Luns verkade för atlantiskt och europeiskt samarbete och förespråkade Storbritanniens inträde i Europeiska gemenskaperna (EG).

## Utmärkelser
- Kommendör med stora korset av Vasaorden, 21 maj 1957.[10]